# Sopwith (datorspel)
Sopwith är ett sidscrollande shoot 'em up-flygspel från 1984. Det skrevs av David L. Clark på BMB Compuscience för att demostrera företagets nätverkssystem Imaginet, vilket spelet använde för att låta flera spelare spela mot varandra. Imaginet blev ingen succé, men spelet spreds ändå vida. I Sopwith 2 lades stöd för andra nätverk till.
Sopwith skrevs ursprungligen för IBM PC med DOS. Ganska snart skapades en version även för Atari 520ST. När källkoden till Sopwith offentliggjordes 2000 under licensen GNU GPL började versioner för andra system skapas av entusiaster. Källkoden är skriven i C och assembler.
Grafiken i Sopwith är enkel med fyrfärgers CGA-grafik eller motsvarande. Spelaren styr ett biplan av Sopwith-typ över ett sidscrollande landskap. Spelaren börjar med att starta från en bas. Planet är utrustat med kulspruta och bomber, som används för att skjuta ned fiendeplan och spränga byggnader. Spelaren måste undvika att krascha planet och att träffas av fiendeeld. I Sopwith 2 tillkom hinder i form av oxar på marken och fåglar i luften.
Målet är att förstöra alla fiendens byggnader. I originalspelet var spelet slut där, men i Sopwith 2 fortsätter det på nästa nivå. Ju högre nivå, desto snabbare går spelet. Dessutom kan byggnader besvara elden.